# Oboísta

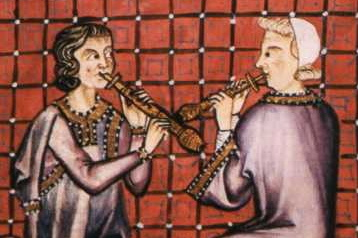
Dos ejecutantes de oboe pícolo, de las Cantigas de Santa María,.

Un oboísta es un músico que toca el oboe o cualquier instrumento de la familia de los oboes, como el corno inglés, el oboe de amor, la chirimía y el oboe pícolo.
La siguiente es una lista de los oboístas profesionales más notables. Se indica si fueron conocidos por otras profesiones en su época.
Los oboístas con un asterisco tienen biografía en la versión en Internet de Diccionario Grove de la música y los músicos Archivado el 16 de mayo de 2008 en Wayback Machine. (en inglés).